# Драгиша Добрић
Драгиша Добрић (рођен 1940) је српски сликар.

## Биографија
Рођен је 1940. године у Добропољцима. Завршио је постдипломске студије на Академији ликовних уметности у Београду. Самостално је излагао у Београду 1971. и Зрењанину 1973. године. Учествовао је на Мајској изложби у Београду 1968—1970, групним изложбама Удружења ликовних уметника Србије и Октобарског салона 1969—1971, изложбама „Нове тенденције београдске уметности” 1970, „НОБ у делима ликовних уметника Југославије” и Уметничке колоније Ечка 1971. године.